# 44
Évszázadok: i. e. 1. század – 1. század – 2. század
Évtizedek: i. e. 1-es évek – 1-es évek – 10-es évek – 20-as évek – 30-as évek – 40-es évek – 50-es évek – 60-as évek – 70-es évek – 80-as évek – 90-es évek
Évek: 39 – 40 – 41 – 42 –  43 – 44 – 45 – 46 – 47 – 48 – 49

## Események

### Római Birodalom
- Caius Sallustius Passienus Crispust (helyettese Publius Pomponius Secundus) és Titus Statilius Taurust választják consulnak.
- Claudius császár februárban féléves távollét után visszatér Rómába és diadalmenetet tart Britannia meghódításáért.
- Pészahkor Heródes Agrippa júdeai király kivégezteti idősebb Jakab apostolt, Péter apostolt pedig börtönbe záratja.
- Heródes Agrippa Caesarea Maritimában egy ünnepségen rosszul lesz, néhány nap múlva pedig meghal. Iosephus Flavius szerint a római katonák betörnek a házába, megerőszakolják a lányait és ünnepelik a halálát. Júdea ismét római provincia lesz, procuratora Cuspius Fadus.
- Egy Theudas nevű önjelölt próféta lázadást szít Júdeában, amit a rómaiak gyorsan levernek, Theudast pedig lefejezik.

### Korea
- Meghal Temusin, Kogurjo királya. Utóda fia (vagy öccse), Mindzsung.

## Halálozások
- Idősebb Jakab apostol
- I. Heródes Agrippa, júdeai király
- Temusin kogurjói király

## Fordítás
- Ez a szócikk részben vagy egészben  a(z)   44 című francia Wikipédia-szócikk ezen változatának fordításán alapul.  Az eredeti cikk szerkesztőit annak laptörténete sorolja fel. Ez a jelzés csupán a megfogalmazás eredetét és a szerzői jogokat jelzi, nem szolgál a cikkben szereplő információk forrásmegjelöléseként.